# Искендеров, Турал Муталлиб оглы
Турал Муталлиб оглы Искендеров (азерб. İsgəndərov Tural Mütəllib oğlu; 12 апреля 1992, Баку, Азербайджан) — азербайджанский футболист, амплуа — нападающий. Защищал цвета молодёжной (U-21) и юношеских сборных Азербайджана (U-17) и (U-19).

## Клубная карьера
С 2009 года защищает цвета клуба азербайджанской премьер-лиги — «Карабах» (Агдам). В июне 2012 года контракт с клубом был продлен ещё на три года. В феврале 2011 года, будучи игроком «Карабаха», был передан на правах аренды в клуб «МОИК» Баку, сроком на 6 месяцев. Ранее выступал в составе бакинского «Нефтчи».

## Юношеская сборная Азербайджана
На данный момент выступает в составе молодёжной сборной Азербайджана (U-21). Защищал также цвета юношеских сборных Азербайджана (U-17) и (U-19).

## Достижения
- Чемпион Азербайджана: 2014